# Louis Andriessen
Louis Andriessen, född 6 juni 1939 i Utrecht, död 1 juli 2021 i Weesp i Noord-Holland, var en nederländsk tonsättare.
Andriessen studerade bland annat för sin far, tonsättaren Hendrik Andriessen och Luciano Berio. Andriessen försökte i sina kompositioner återvända till musikens grunder, ofta med ett radikalt resultat. Andriessen betraktar själv Igor Stravinskij som sin främsta förebild, men även Johann Sebastian Bach och Wolfgang Amadeus Mozart ser han som viktiga influenser. I sin Volkslied (1971) utgick Andriessen från den nederländska nationalsången, som ton för ton omvandlas till "Internationalen". I De Matirie lät han skalor, ackord och klanger bygga upp kompositionen, medan stråkvartetten Facing Death (1991) utgick från Charlie Parkers musik. Även operan Rosa (1994) hör till Andriessens mer kända verk.